# UFC 162
UFC 162: Silva vs. Weidman fue un evento de artes marciales mixtas celebrado por Ultimate Fighting Championship el 6 de julio de 2013 en el MGM Grand Garden Arena, en Las Vegas, Nevada, Estados Unidos.

## Historia
El evento principal contó con una pelea por el campeonato de peso medio de UFC entre el vigente campeón Anderson Silva y el contendiente Chris Weidman.
El evento coprincipal en la tarjeta se esperaba que fuera una pelea entre los principales contendientes de peso pluma Ricardo Lamas y Chan-sung Jung, sin embargo el 14 de junio, se anunció que Jung había sido sacado de la pelea con Lamas y sustituiría al lesionado Anthony Pettis para enfrentar a José Aldo el 3 de agosto de 2013 en UFC 163. Como resultado, Lamas fue retirado del evento.
La pelea entre Thiago Silva y Rafael Cavalcante estaba propuesta para este evento, sin embargo fue movida a UFC on Fuel TV 10 para reforzar la tarjeta principal.
John Makdessi esperaba enfrentarse a Edson Barboza en el evento, sin embargo, Makdessi, se retiró de la pelea alegando una lesión y fue reemplazado por Rafaello Oliveira.
Shane del Rosario esperaba enfrentarse a Dave Herman en el evento, sin embargo, del Rosario se retiró de la pelea alegando una lesión y fue reemplazado por Gabriel Gonzaga.

## Resultados
1. ↑  Por el Campeonato de Peso Medio de UFC.

## Premios extra
Cada peleador recibió un bono de $50,000.
- KO de la Noche: Chris Weidman
- Sumisión de la Noche: No hubo sumisiones
- Pelea de la Noche: Frankie Edgar vs. Charles Oliveira y Cub Swanson vs. Dennis Siver